# 苗栗客運
苗栗汽車客運股份有限公司（英語：MiaoLi Transportation Co., Ltd.），簡稱苗栗客運或MLBUS，是一家苗栗地區的公路客運業者，服務範圍擴及部分新竹縣市地區及臺中市大甲區。目前尚無營運國道客運路線。2016年，交通部公路總局公布14家特優遊覽車公司，苗栗汽車客運股份有限公司上榜。

## 公司歷史

### 公司前期
前身為臺灣日治時期的展南拓植株式會社，創辦人為黃維生，生於苗栗頭份。最初業務為製糖、茶、採炭，以人力軌道臺車運輸農產品。1935年（日本昭和10年），南庄大南埔發生山崩，公司的軌道車受損，與竹南昭和公司合組展南客運部，購置八人座小巴載客，後改組為日新客運公司。1945年，日本投降，第二次世界大戰結束，中華民國接管臺灣。在戰後，在日新客運之外，又建立山城交通公司，承攬旅運業務。1961年（民國50年），公司更名為苗栗汽車客運股份有限公司。

### 2015年
- 為配合高鐵苗栗站啟用，11月3日增加三條路線，5807A新竹－頭份－高鐵苗栗站－後龍，5814A高鐵苗栗站－銅鑼－通霄－苑裡－大甲，以及夜間短程接駁車後龍火車站－苗栗火車站。另5808原後龍－大甲，5815原苗栗火車站－灣瓦改由高鐵苗栗站發車。[3][4]
- 12月22日，國光客運頭份站由原中華路改為苗栗客運頭份站營業。
- 12月25日，原5809新竹－香山轉運站移撥為新竹市公車綠線，並由新竹站延駛至經國路口。[5][6][7][8][9]

### 2016年
- 6月1日起臺中市公車181路新增支線2，行駛路線為苑裡－日南國中。
- 7月1日起新竹市公車綠線，取消中華大學站，增停香山轉運站[來源請求]。
- 7月28日，交通部公路總局公布全臺14家「特優遊覽車公司」，其中苗栗客運上榜。

### 2017年
- 1月1日，5818A路線停駛，併至5818主線[10]。
- 3月1日起，苗栗客運票價調漲2.6%。

### 2019年
- 1月1日，5822A、5824A二條臺灣好行路線停駛。[11][12]

### 2021年
- 12月1日，5819停駛，改交由金牌客運接駛。[13]

### 2022年
- 10月1日，5804從新竹縮駛至竹南東站，並變更竹南段動線。[14]
- 11月3日，擬許可證到期不續營以下路線：5805、5807、5808、5810、5812、5818、5820、5821、5822、5823、5824。[15]，目前維持代駛中。[16]

### 2023年
- 4月1日，5824停駛。[17]

### 2024年
- 4月1日，5802停駛。[18]
- 4月15日，新增5813A（海口里-頭份，經龍鳳漁港）。[19]

## 營運路線

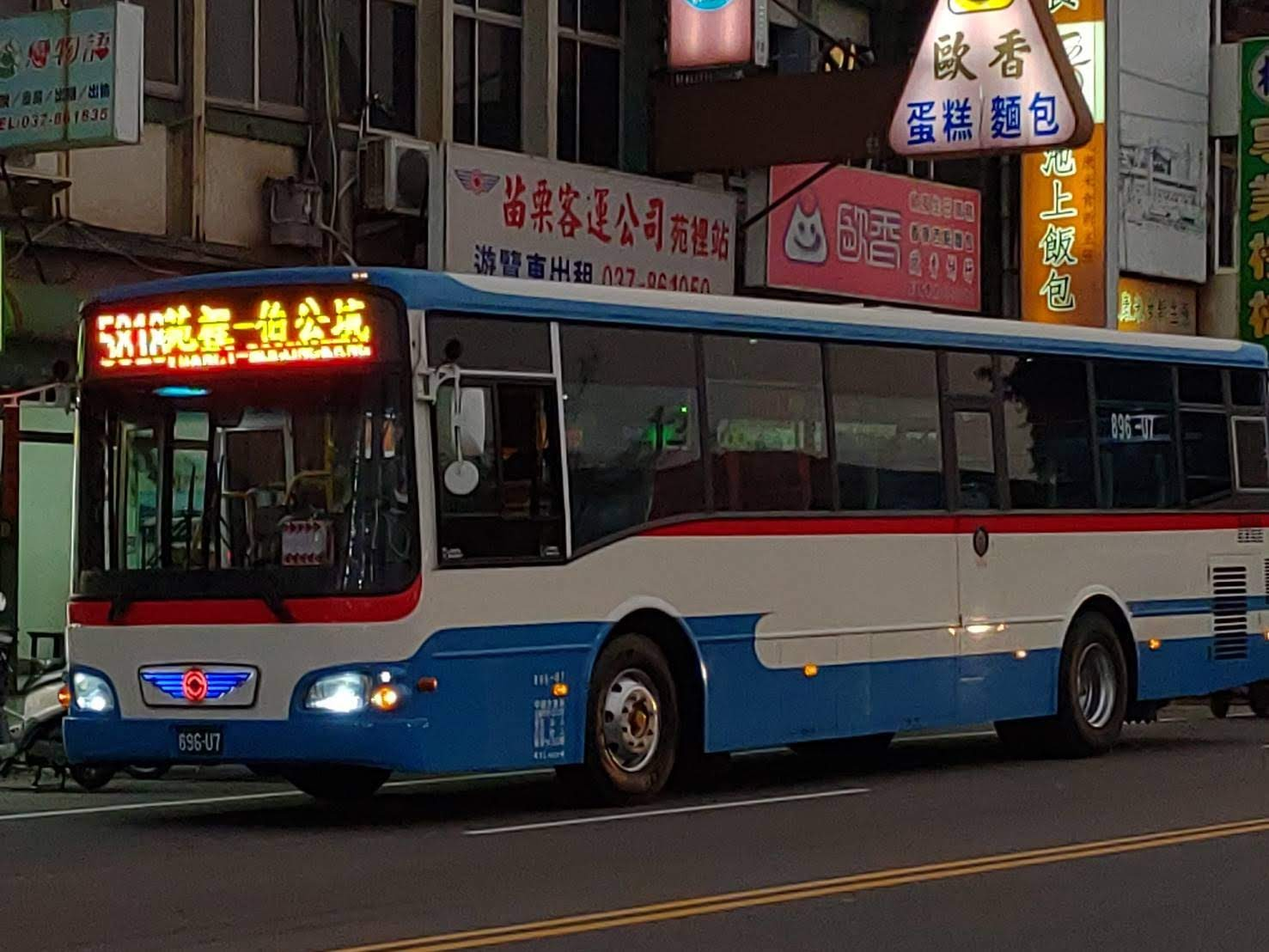
5818 苑裡-伯公坑
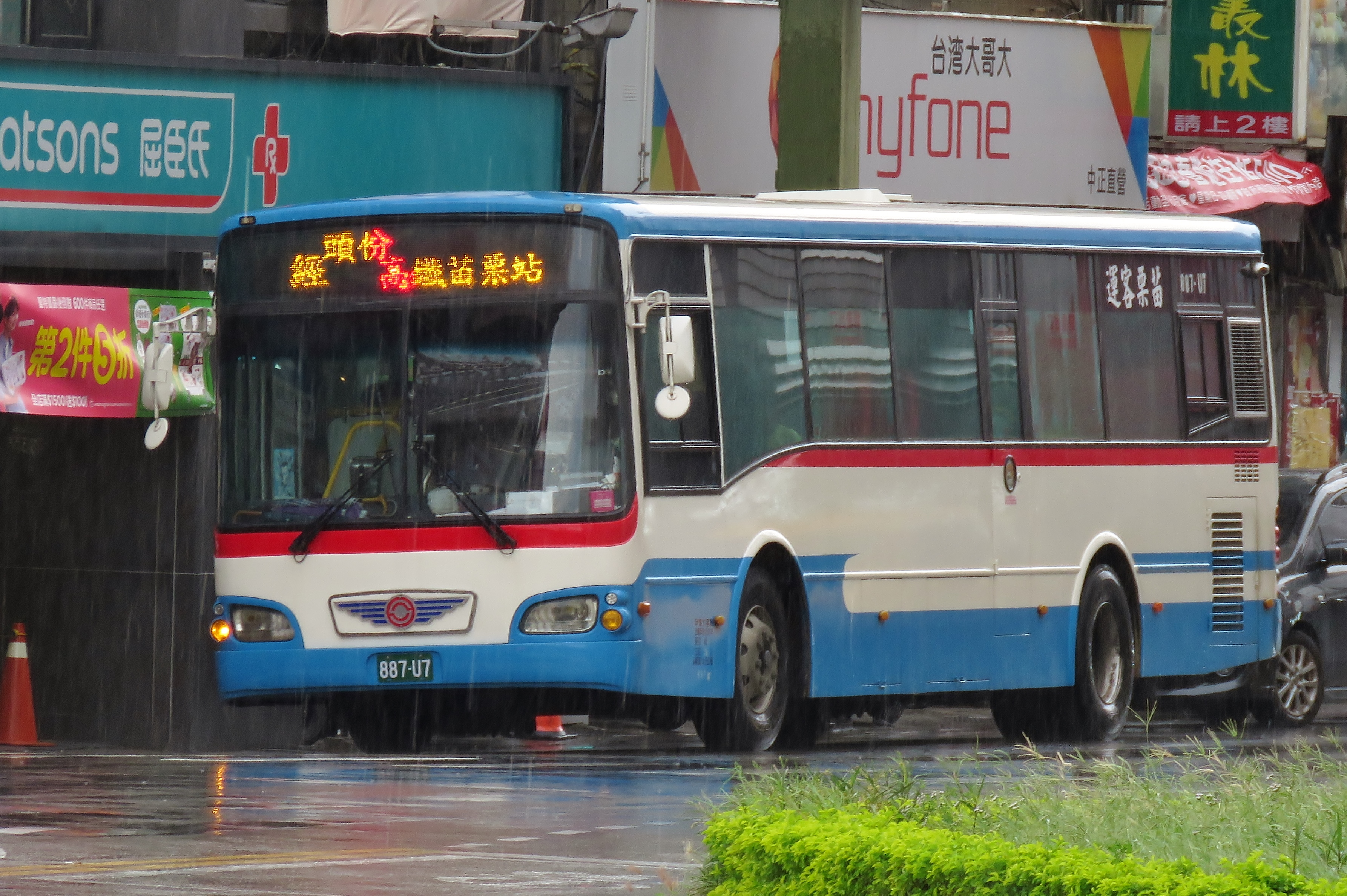
5807 新竹→後龍(經頭份/高鐵苗栗站)
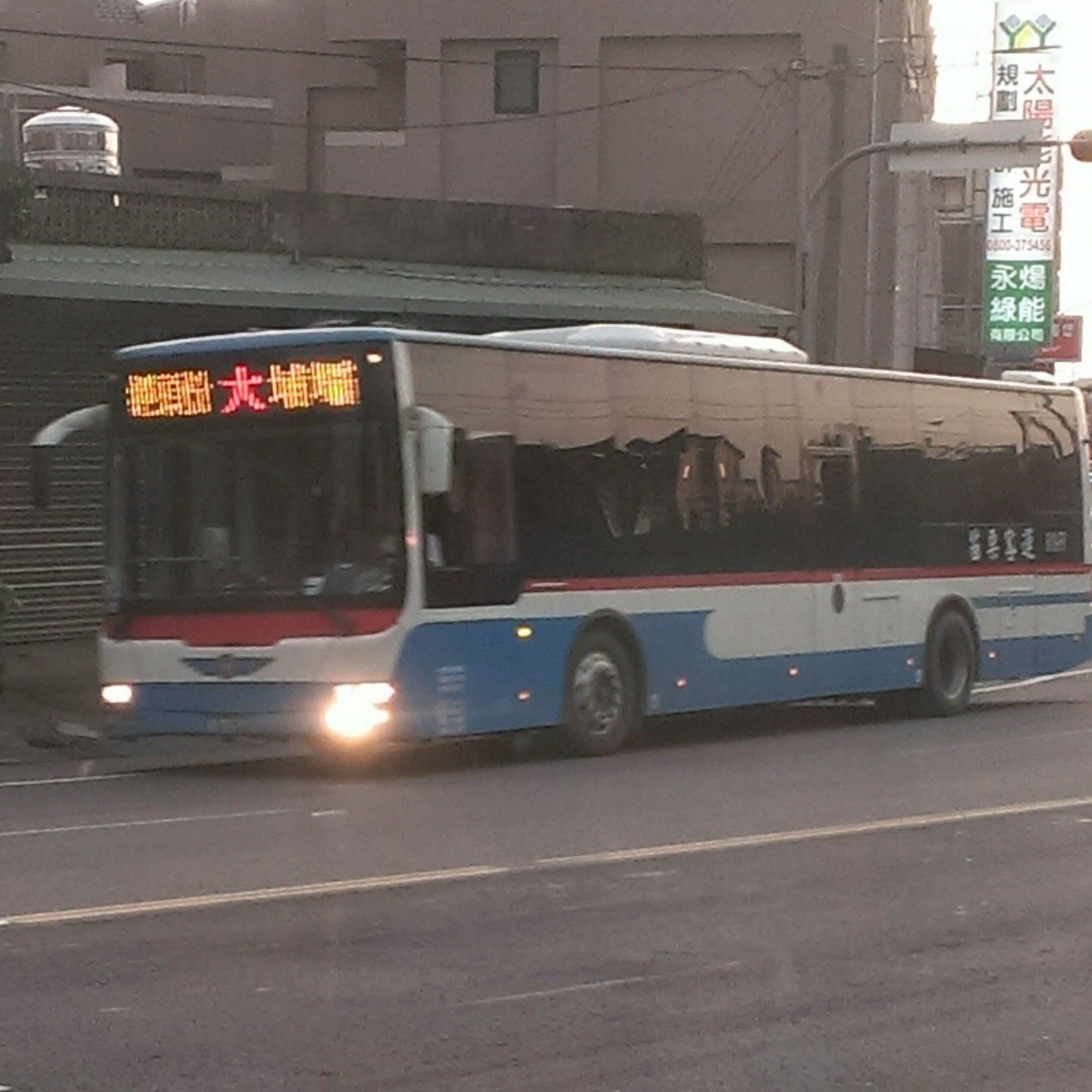
5810 經頭份、大埔壩
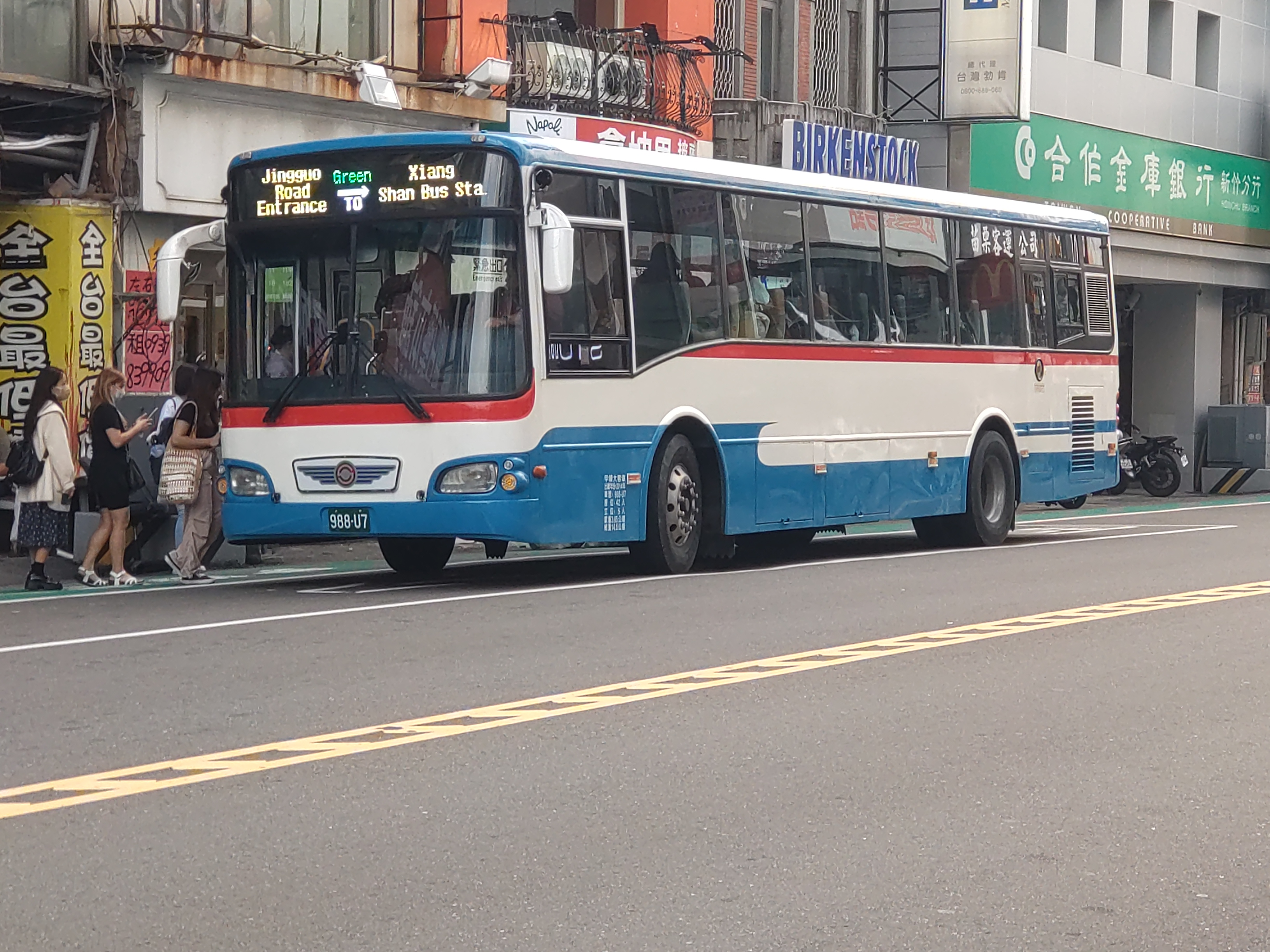
新竹市公車綠線
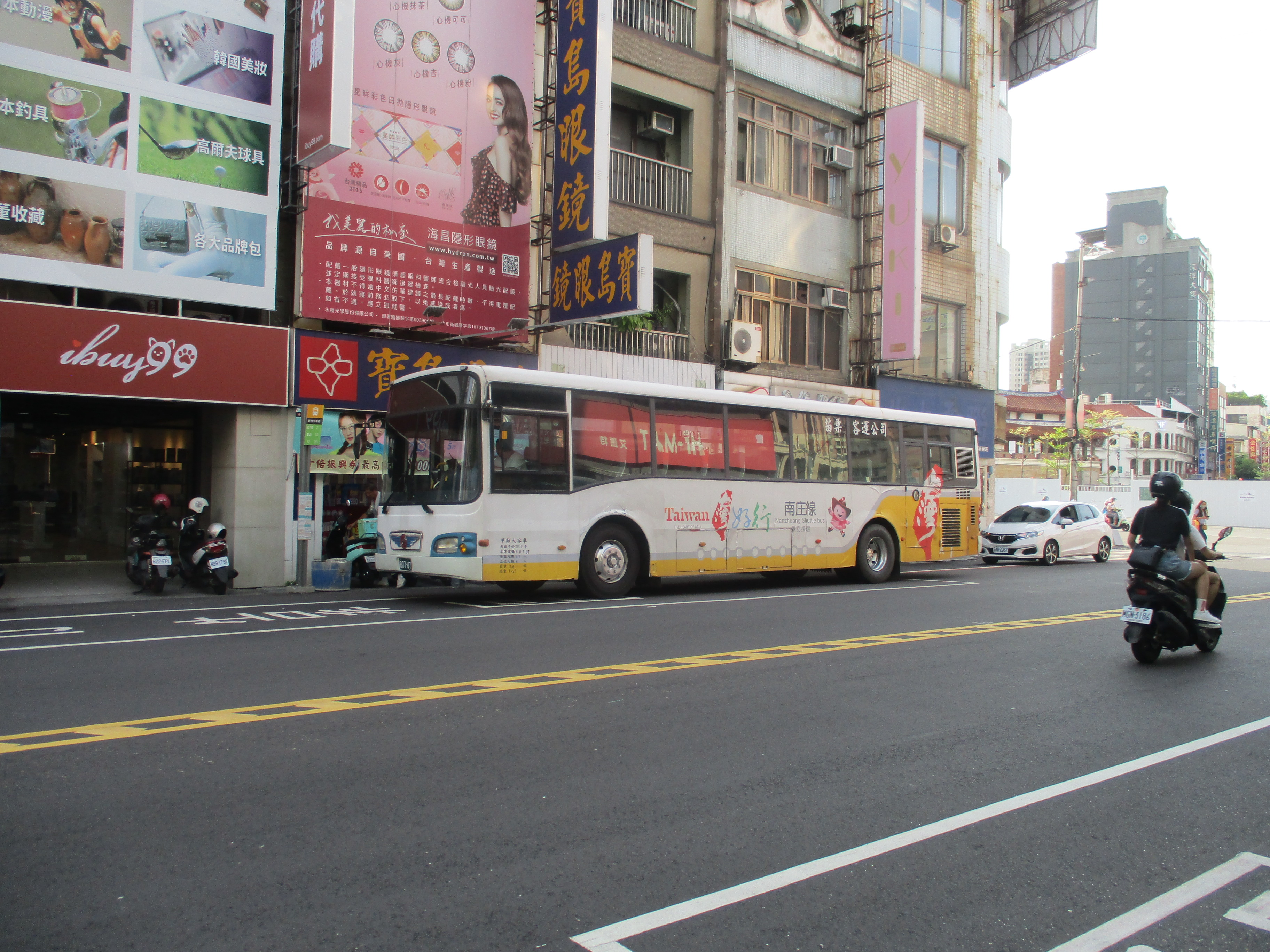
台灣好行南庄線
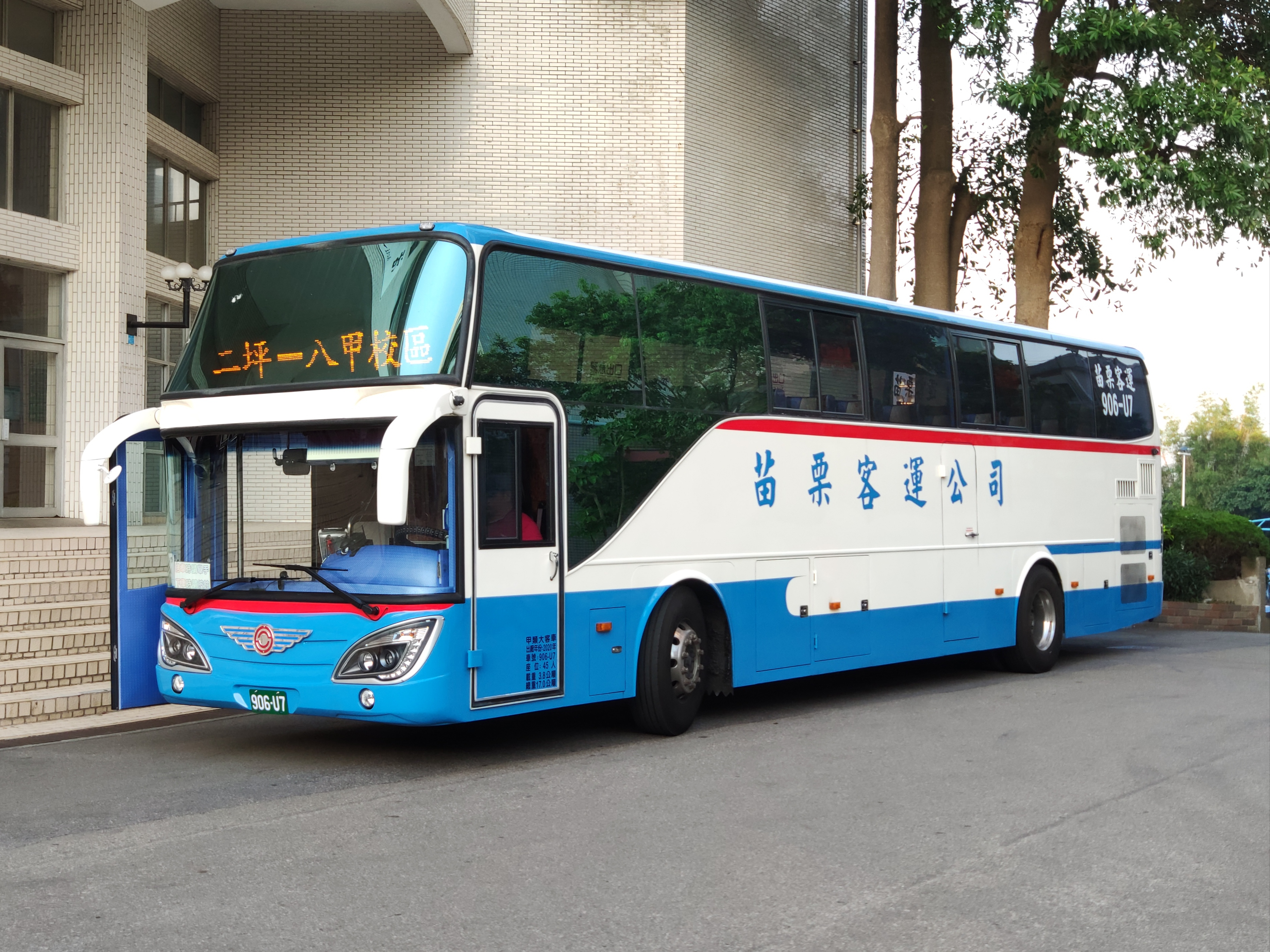
聯合大學校車
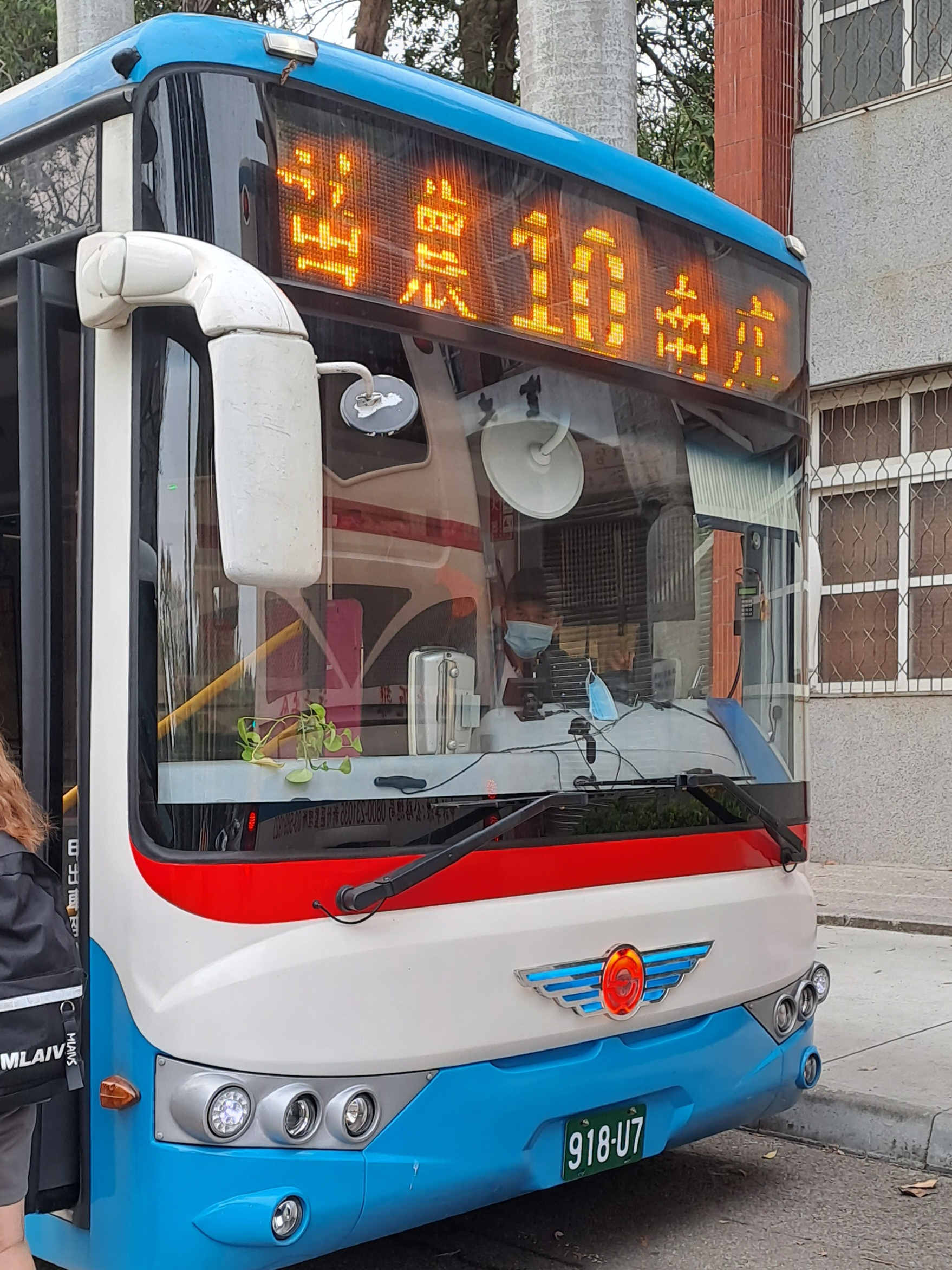
苗栗農工專車

## 外部連結
- 苗栗客運 （页面存档备份，存于） （繁體中文）